# Maurice Cheeks
Maurice Edward "Mo" Cheeks, född 8 september 1956 i Chicago, Illinois, är en amerikansk baskettränare och före detta professionell basketspelare. Som spelare blev han 1983 NBA-mästare med Philadelphia 76ers.

## Klubbar

### Som spelare
- Philadelphia 76ers (1978–1989)
- San Antonio Spurs (1989–1990)
- New York Knicks (1990–1991)
- Atlanta Hawks (1991–1992)
- New Jersey Nets (1992–1993)

### Som tränare
- Portland Trail Blazers (2001–2005)
- Philadelphia 76ers (2005–2008)
- Oklahoma City Thunder (2009–2013, assisterande)
- Detroit Pistons (2013–2014)

## Fotnoter
1. ↑  College Basketball at Sports-Reference.com, läst: 28 juli 2020.[källa från Wikidata]
2. ↑  RealGM, RealGM basketbollspelar-ID: 4637, läst: 4 april 2022.[källa från Wikidata]
3. ↑  Basketball-Reference.com, Basketball-Reference.com NBA tränar-ID: cheekma01c, läst: 24 april 2022.[källa från Wikidata]